# Made My Day
Made My Day ist ein Medienunternehmen, das eine Website, mehrere Facebook-Seiten, YouTube-Kanäle und Instagram-Accounts mit Unterhaltungsformaten bespielt. Die englische Redewendung „Made My Day“ (dt. „Rettete mir den Tag“) ist eine eingetragene Wortmarke des Unternehmens.

## Geschichte
Im Jahr 2011 wurde Made My Day von Alexander Bitschnau in Silbertal im Montafon (Österreich) gegründet. Die Präsenz auf der sozialen Plattform Instagram wurde 2013 eingeführt und der erste Youtube-Kanal wurde 2015 gestartet. Auf Facebook hat Made My Day mit in Fotos integrierten Sprüchen bereits 4,5 Millionen „Gefällt mir“-Angaben erzielt. Ebenso produziert Made My Day Entertainment- und Lernvideos auf ihrem Youtube-Hauptchannel. Seit 2013 ist Alex Kraft der Chefredakteur. Mittlerweile umfasst das Netzwerk mehrere Facebook-Seiten und Youtube-Channels. Zudem gehörte Made My Day laut der Webseite broadmark.de mehrmals zu den schnellstwachsenden Channels in Deutschland.

## Kritik
Der RIVA-Verlag, der der Münchner Verlagsgruppe zugehörig ist, plante im Jahr 2014 in Kooperation mit „Made My Day“ die Veröffentlichung eines Buches, dessen Einnahmen der Non-Profit-Organisation „Ärzte der Welt“ zugutekommen sollte. Aufgrund dieses Vorhabens echauffierten sich zahlreiche User der Plattform Twitter, da Inhalte ohne die Angabe von Quellen von besagtem sozialen Medium übernommen wurden. Juristisch ist Made My Day dazu berechtigt, kurze Texte ohne Quellenangaben zu verwenden, sofern diese die Schöpfungshöhe eines urheberrechtlich geschützten Werkes nicht erreichen. Ob dies der Fall ist, muss im Einzelfall gegebenenfalls gerichtlich entschieden werden. Darüber war sich der RIVA-Verlag, vertreten durch Oliver Schulz, im Klaren, da bereits einige Jahre zuvor ein ähnliches Buch verlegt werden sollte. Seit Dezember 2014 gibt Made My Day die Quellen an, wenn diese verifiziert sind.
Auch auf YouTube wurde das Verhalten von Made My Day kritisiert. Mitglieder der Community warfen Made My Day vor, Videoinhalte anderer YouTube-Kanäle zu kopieren.

## Weitere Aktivitäten
Made My Day tritt auch als Vermarkter auf. Vermarktet werden von Made My Day diverse Online-Projekte im Entertainment- und Newsbereich. Des Weiteren liegt Made My Day laut der Liste der meistabonnierten YouTube-Kanäle in Deutschland auf Platz 58 (Stand: Mai 2020).